# 중복배제
중복 배제 (Don't repeat yourself; DRY)는 소프트웨어 개발 원리의 하나로, 모든 형태의 정보 중복을 지양하는 원리이다. 특히 다층 구조 시스템에서 유용하다. 중복배제 원리는 한마디로 “모든 지식은 시스템 내에서 유일하고 중복이 없으며 권위있는 표상만을 가진다”는 말로 기술할 수 있다. 

## 같이 보기
- 코드 재사용
- 데이터베이스 정규화
- 디스크 미러링
- 다중화 (시스템)
- 관심사 분리
- 단일 진실 공급원
- 구조적 프로그래밍
- 에츠허르 데이크스트라
- YAGNI